# 1086

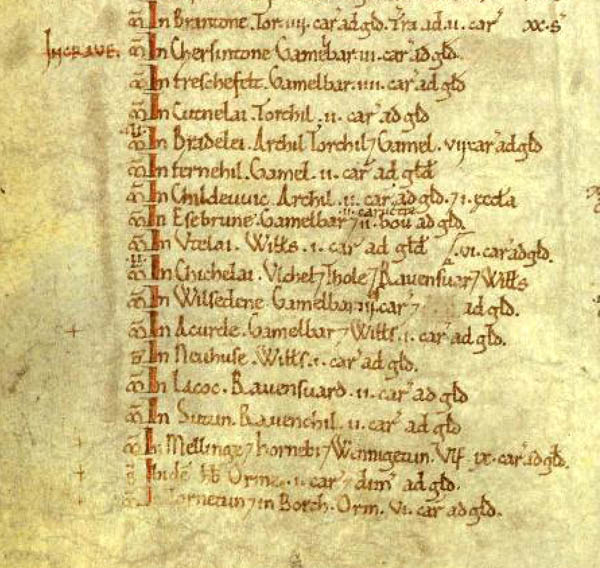
Pagina uit het Domesday Book

Het jaar 1086 is het 86e jaar in de 11e eeuw volgens de christelijke jaartelling.

## Gebeurtenissen
juni
- 15 - Hertog Vratislav II van Bohemen wordt tot koning gekroond.

juli
- 10 - Knoet IV van Denemarken wordt in Odense met een broer en 17 volgelingen gedood.

augustus
- 1 - De eerste versie van het Domesday Book, een overzicht van de onroerende goederen in Engeland en hun eigenaren, wordt in Salisbury overhandigd aan Willem de Veroveraar.
- 24 - De abdij van Affligem wordt officieel ingewijd.

oktober
- 23 - Slag bij Zallaqa: De Almoraviden onder Yusuf ibn Tashfin, die de taifa-rijken van Spanje te hulp is geschoten, verslaan het leger van Alfons VI van León en Castilië vernietigend. Toledo blijft echter in Castiliaanse handen, en de situatie in Spanje komt in een patstelling terecht.

zonder datum
- Herman van Salm geeft het tegenkoningschap op en trekt zich terug op zijn eigen bezittingen.
- De Seltsjoeken veroveren Edessa.
- Alan IV van Bretagne moet zijn hertogdom ontvluchten onder druk van Willem de Veroveraar van Normandië. Later dat jaar sluiten ze vrede, en trouwt Alan Willems dochter Constance.
- Bisschop van Utrecht Koenraad krijgt grafelijke rechten over Oostergo, Westergo en een onbekend graafschap aan de IJssel.
- Tatikios doet mislukte pogingen Nicaea te heroveren op de Seltsjoeken.
- De Imam Alimoskee in Najaf wordt herbouwd.
- Peter I van Aragón trouwt met Agnes van Poitou.
- Voor het eerst vermeld: Asse, Morialmé, Wolvertem

## Opvolging
- Aquitanië, Gascogne en Poitiers - Willem VIII opgevolgd door zijn zoon Willem IX
- Denemarken - Knoet IV opgevolgd door zijn broer Olaf I
- Luxemburg - Koenraad I opgevolgd door zijn zoon Hendrik III
- paus (24 mei) - Victor Daufari als Victor III in opvolging van Gregorius VII

## Geboren
- Ahmad Sanjar, sultan van Khorasan (1096-1157) (of 1084)
- Bolesław III, koning van Polen (1102-1138)

## Overleden
- 15 maart - Richilde, gravin van Henegouwen (1051-1070)
- 18 maart - Anselmus de Jongere, bisschop van Lucca (1061-1086)
- 2 mei - Humbertus, Limburgs geestelijke
- 21 mei - Wang Anshi (64), Chinees staatsman
- 10 juli - Knoet IV (~43), koning van Denemarken (1080-1086)
- 8 augustus - Koenraad I (~46), graaf van Luxemburg (1059-1086)
- 25 september - Willem VIII (~63), hertog van Aquitanië (1058-1086)
- 25 december - Judith Přemysl (~29), echtgenote van Wladislaus I van Polen
- Ramon Folc I, burggraaf van Cardona
- Ibn Ammar (~55), Andalusisch dichter (jaartal bij benadering)
- Ealdgyth Svannesha, echtgenote van Harald II van Engeland (jaartal bij benadering)
- Jaropolk Izjaslavitsj, prins van Wolynië en Toerov (of 1087)